# 二龙山水库 (商州)
二龙山水库是中国陕西省商洛市商州区境内的一座水库，位于丹江上，建于1973年。水库正常库容为3800万立方米，集雨面积为965平方千米，海拔为760米。